# Karl Andreas Duker
Karl Andreas Duker (auch: Düker; * 1670 in Unna; † 5. November 1752 in Meiderich) war ein deutscher Philologe, Rhetoriker und Historiker. 

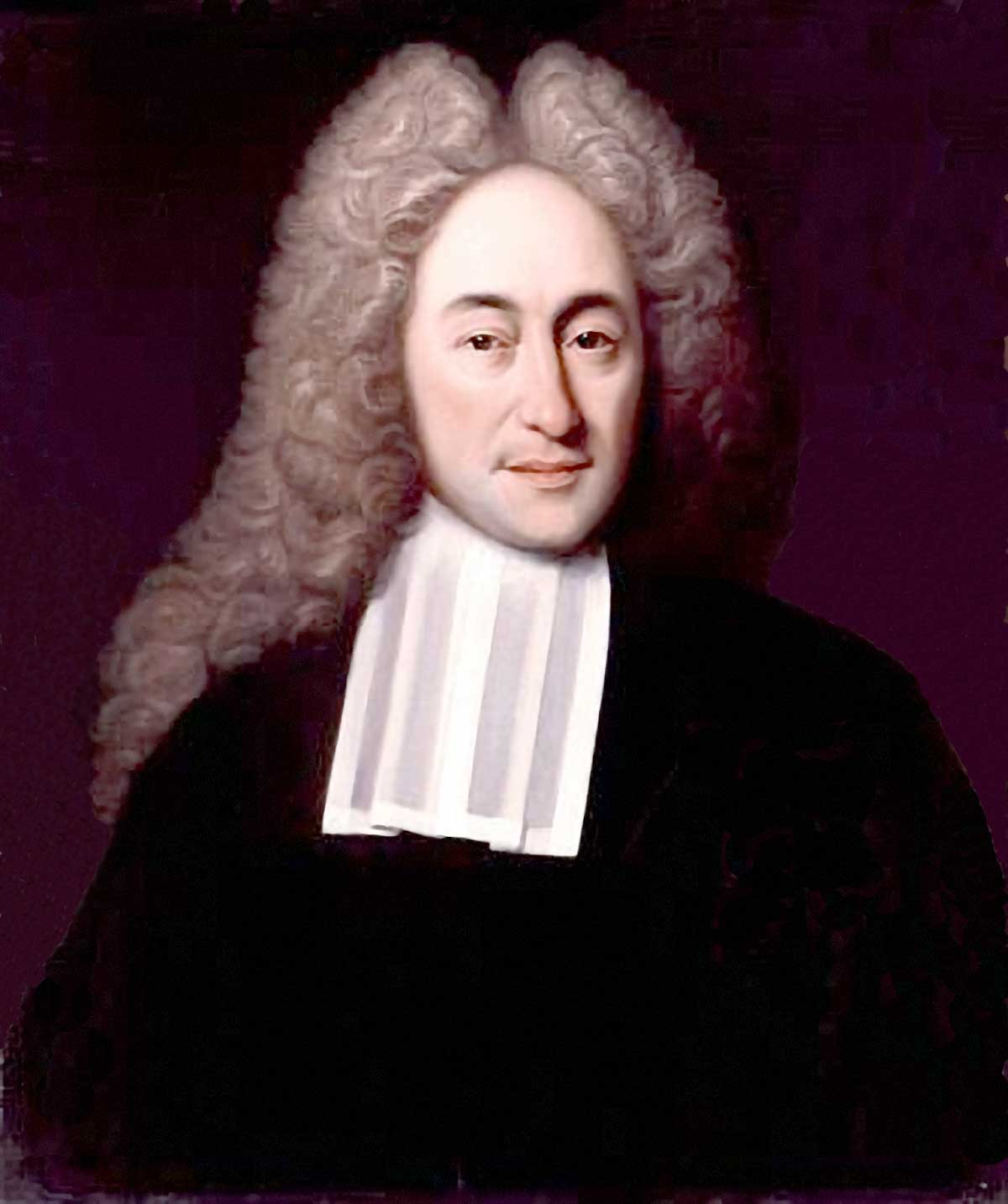
Karl Andreas Duker

## Leben
Der jüngste Sohn des Juristen und Unnaer Bürgermeisters Johannes Duker und dessen Frau Katharina Elisabeth Roëll wuchs mit zwei älteren Brüdern und einer Schwester auf. Nach dem Besuch des Athenäums in Hamm ging er 1690 nach Franeker, wo seine anfängliche Ausbildung sein Onkel Hermann Alexander Roëll leitete. 1691 immatrikulierte er sich an der Universität Harderwijk und wurde Schüler des Antonius Schultingh. Diesem folgte er 1694 an die Universität Franeker, wo Jacobus Perizonius einen weiteren Einfluss auf seine Studien nahm. Er soll dann zum Doktor der Rechte promoviert worden sein, jedoch lässt sich diese Promotion in den niederländischen Promotionsalben nicht nachweisen. 
1700 wurde er Lehrer für Geschichte und Rhetorik am Pädagogium Herborn, wechselte 1704 als Konrektor an das Gymnasium in Den Haag und wurde am 22. April 1716 von den Kuratoren der Universität Utrecht zum Professor der Geschichte und Rhetorik an die dortige Akademie berufen. Dieses Amt trat er am 28. Mai 1716 mit einer lateinischen Rede über die Schwierigkeiten der grammatikalischen Auslegung der griechischen und römischen Autoren an. In Utrecht beteiligte er sich auch an den organisatorischen Aufgaben der Akademie und war 1723/24 Rektor der Alma Mater. Am 15. November 1734 legte er aus gesundheitlichen Gründen die Professur nieder. Danach wohnte er in IJsselstein und Vianen, wo er seine Studien fortführte. Zwei Monate bevor er starb, zog er zu seiner Nichte.

## Werke
- Opuscula varia (h. e. Excerpta de verborum. significatione ex Valla, Alciato, Florida et aliis) de Latinitate Jurisconsultorum veterum, animadversionum passim luce illustrate. Leiden 1711, 1761.
- Oratio de difficultatibus quibusdam interpretatiemis Grammaticae veterum icriptorura Graecorum et Latinorum. Trajecti ad Rhen. 1716. Auch in J. E. Kappii Orationea selectae clarorum virorum p. 253–207.
- L. Annaei Flori Epitome, rerum Romanarum, cum integris Salmasii, Freinshemii, Graevii, et Selectis aliorum, animadversioiubus, recensuit, suasque animadversiones addidit. Leiden 1722. Editio II. curatior. Leiden 1744.
- Thucydidis de bello Peloponnesiaco libri octo, cum adnotationibus integris Henrici Stephani et Jo. Hudsoni. Recensuit et notas suas addidit Jacobus Wasse. Editionem curavit, suasque animadversiones adiecit C. A. Dukerus. Cum variis dissertationibus Msctor. collationibus, et indicibus novis locupletissimis. Amsterdam 1731.

Herausgeberschaften
- Jacobi Perizonii Origines Babylonicae et Aegyptiacae. Utrecht 1736, II Tomi.

## Weblink
- Catalogus Professorum Academiae Rheno-Traiectinae

| Personendaten    | Personendaten                                  |
| ---------------- | ---------------------------------------------- |
| NAME             | Duker, Karl Andreas                            |
| ALTERNATIVNAMEN  | Düker, Carl Andreas                            |
| KURZBESCHREIBUNG | deutscher Philologe, Rhetoriker und Historiker |
| GEBURTSDATUM     | 1670                                           |
| GEBURTSORT       | Unna                                           |
| STERBEDATUM      | 5. November 1752                               |
| STERBEORT        | Meiderich                                      |